# Classe Mitscher
La classe Mitscher fu una classe di cacciatorpediniere della United States Navy entrati in servizio all'inizio degli anni cinquanta; sono state le prime navi sperimentali costruite degli Stati Uniti dopo la seconda guerra mondiale e la loro diretta derivazione sono state le unità della Classe Forrest Sherman. La classe è composta da quattro unità, tutte ordinate il 3 agosto 1948 e tutte intitolate ad ammiragli americani della seconda guerra mondiale.
Le navi avevano delle differenze nella propulsione, che sebbene fosse a vapore in tutte le unità, presentava tra le quattro unità una differente combinazione di caldaie e turbine, così come diversi erano i vari sistemi di bordo, allo scopo di valutare quale sarebbe stata la migliore combinazione per la futura classe di fregate lanciamissili, che sarebbe stata conosciuta come classe Coontz.
I Mitscher avevano l'apparato motore alimentato da nuove caldaie a vapore che raggiungevano la pressione di 1200 psi, equivalenti a 82,728 bar, che se da un lato fornivano maggiore potenza per impianti di uguale dimensione, data la complessita dei sistemi automatici furono causa di problemi, al punto che due unità della classe, l'USS Mitscher e l'USS John S. McCain le caldaie vennero sostituite, in quanto queste navi richiedevano per le loro missioni operative di caccia ai sommergibili grande velocità e la costruzione di queste navi era stata fatta in funzione della velocità, ma non della silenziosità.
Inizialmente costruite come cacciatorpediniere di squadra queste navi durante la loro costruzione vennero riclassificate Destroyer Leader (DL), e comunemente chiamate fregate, pur essendo la loro capacità antisommergibile minima, in quanto per tali compiti queste navi disponevano solamente di due lanciarazzi Weapon Alpha, quattro tubi lanciasiluri e uno scaricabombe.
Il resto dell'armamento era composto da due cannoni da 127 mm Mk. 42, uno a prua e uno a poppa, quattro cannoni da 76mm Mk 26 in due impianti binati, sovrapposti in posizione sopraelevata rispetto ai due calibri principali e otto mitragliere da 20mm in quattro impianti doppi, che costituivano la difesa antiaerea di punto.

## Ammodernamenti
Le navi della classe, entrate in servizio nel 1954, ricevettero i primi ammodernamenti nella seconda metà degli anni cinquanta, con il sonar SQS-4 che ha sostituito il precedente SQG-1 in tutte le quattro unità, mentre nel 1957-1958 i quattro cannoni da 76 mm Mk 33 vennero sostituiti da quattro cannoni da 76 mm Mk 26 in due torrette binate.
Le quattro unità vennero sottoposte a lavori di ammodernamento del Programma FRAM MK I, effettuati al Philadelphia Naval Shipyard ed iniziati nell'aprile 1960. Nel corso dei lavori vennero rimossi il lanciarazzi Weapon Alpha e le quattro mitragliere binate, per fare spazio alla piattaforma dell'elicottero drone DASH, con l'hangar che venne collocato sopra il deposito siluri poppiero, con il radar di ricerca a lungo raggio SPS-8 che venne spostato alla sommità dell'albero posteriore e vennero aggiunti sei lanciasiluri da 324 mm Mk 32 in due impianti tripli. Il sonar SQS-4 venne sostituito in modo diverso nelle quattro unità della classe: l'USS Mitscher e l'USS John S. McCain vennero equipaggiati con il sonar SQS-23 comune alle altre FRAM, mentre l'USS Willis A. Lee e l'USS Wilkinson vennero equipaggiati con il sonar SQS-26 prototipo, per la cui installazione fu necessario allungare la prua di circa 23 metri.
Le prime due navi vennero successivamente trasformate in unità missilistiche con l'installazione di missili Tartar, la cui rampa di lancio venne collocata immediatamente a poppavia della piattaforma di appontaggio del DASH; su queste due unità anche l'elettronica di bordo venne modificata con il radar di ricerca aerea SPS-6 sostituito dal radar SPS-37, il radar di ricerca a lungo raggio SPS-8 sostituito dal radar SPS-48 asservito anche al sistema di controllo del fuoco e due radar di guida SPG-51 asserviti ai Tartar. Le due unità dotate di missili vennero dotate di un lanciarazzi ottuplo ASROC, per la cui installazione venne rimosso il cannone da 76mm Mk 26 prodiero.
La conversione in unità missilistiche non diede i risultati auspicati e non venne fatta sulle altre due unità.

## Unità
| Nome               | sigla                          | servizio  | destino finale                              |
| ------------------ | ------------------------------ | --------- | ------------------------------------------- |
| USS Mitscher       | DD-927 / DL-2 / DLG-2 / DDG-35 | 1953-1978 | venduto per demolizione il 1º agosto 1980   |
| USS John S. McCain | DD-928 / DL-3 / DLG-3 / DDG-36 | 1953-1978 | venduto per demolizione il 13 dicembre 1979 |
| USS Willis A. Lee  | DD-930 / DL-4                  | 1954-1969 | venduto per demolizione il 1º giugno 1973   |
| USS Wilkinson      | DD-931 / DL-5                  | 1954-1969 | venduto per demolizione 1º giugno 1975      |